# Live in Paris (album d'Asa)
Pour les articles homonymes, voir Live in Paris.
Albums de Aṣa
Aṣa
(2009) Beautiful Imperfection
(2010)
Live in Paris est le premier album live de la chanteuse nigériane Aṣa, sorti en 2009.

## Liste des titres
1. "Subway"
2. "Fire On The Mountain"
3. "Awe"
4. "Bibanke"
5. "360°"
6. "Jailer"
7. "So Beautiful"
8. "Feeling Good"
9. "Speech"
10. "Iya"
11. "No One Knows"
12. "Eye Abada"